# Umana Wenecja
Umana Wenecja – włoski zawodowy klub koszykarski z siedzibą w Wenecji. Klub powstał w 1925 roku. Ma na koncie dwa mistrzostwa Włoch, w 1942 i 1943 roku.

## Sukcesy
- 2-krotny mistrz Włoch w latach 1942-43[1].